# Rüdiger Krauspe
Rüdiger Krauspe (* 20. September 1953 in Lünen) ist ein deutscher Orthopäde und Unfallchirurg. Er ist seit 1999 Ordinarius und Direktor der Klinik und Poliklinik für Orthopädie der Heinrich-Heine-Universität Düsseldorf und war 2015 Präsident der Deutschen Gesellschaft für Orthopädie und Orthopädische Chirurgie (DGOOC) sowie Stellvertretender Präsident der Deutschen Gesellschaft für Orthopädie und Unfallchirurgie (DGOU).

## Leben
Rüdiger Krauspe studierte von 1972 bis 1980 Chemie und Humanmedizin an der Christian-Albrechts-Universität in Kiel, wo er 1983 promovierte. Von 1980 bis 1987 war er Assistenzarzt am Pathologischen Institut des Katharinenhospitals Stuttgart an der Chirurgischen Klinik Feuerbach des Bürgerhospitals Stuttgart sowie an der Orthopädischen Klinik des Olgahospitals Stuttgart. 1987 erhielt er die Anerkennung als Arzt für Orthopädie. Ab 1987 war er Oberarzt und ab 1989 Leitender Oberarzt der Orthopädischen Klinik König-Ludwig-Haus der Julius-Maximilians-Universität Würzburg. Nach der Habilitation 1993 wurde Krauspe auf eine C-3-Professur für Neuroorthopädie und Kinderorthopädie der Julius-Maximilians-Universität Würzburg berufen. 1995 schloss er die Zusatz-Weiterbildung Spezielle Orthopädische Chirurgie ab. Seit 1999 ist Krauspe Ordinarius für Orthopädie und Direktor der Klinik und Poliklinik für Orthopädie an der Heinrich-Heine-Universität Düsseldorf. Krauspe ist seit 1991 Sportmediziner und seit 2007 Facharzt für Orthopädie und Unfallchirurgie mit der Zusatzqualifikation Spezielle Orthopädische Chirurgie sowie Kinderorthopädie.

## Forschung
Die Forschungsschwerpunkte von Rüdiger Krauspe sind Gelenkinnervation, Zell-basierte Knorpel- und Knochendefekt-Therapie, Tissue Engineering, Gang- und Bewegungsanalyse, schwerpunktmäßig bei systemischen neuromuskulären Fehlfunktionen, Navigation, Wirbelsäulenerkrankungen und -deformitäten sowie experimentelle und intravitale biochemisch sensitive MRT-Diagnostik der Knorpeldegeneration.

## Funktionen/Mitgliedschaften
Rüdiger Krauspe ist Mitglied der DGOOC, der DGOU, der Vereinigung für Kinderorthopädie (VKO), der Deutschen Assoziation für Fuß und Sprunggelenk (DAF), AOSpine Deutschland, des Berufsverbands der Deutschen Orthopäden und Unfallchirurgen (BVOU), des Verbands der Leitenden Orthopäden und Unfallchirurgen (VLOU), der Vereinigung Süddeutscher Orthopäden und Unfallchirurgen (VSOU), der Akademie der Gebietsärzte der Bundesärztekammer, der European Paediatric Orthopaedic Society (EPOS), der European Foot and Ankle Society (EFAS) und des International Paediatric Orthopaedic Think Tank (IPOTT).
Krauspe war von 1995 bis 2000 Schriftführer der Vereinigung für Kinderorthopädie (VKO). Von 2000 bis 2008 war er 1. Vorsitzender der VKO. Bei der European Pediatric Orthopaedic Society (EPOS) war er von 2003 bis 2007 Treasurer und von 2011 bis 2012 Präsident. Von 2011 bis 2012 war Krauspe Vorstandsmitglied der European Federation of National Associations of Orthopaedics and Traumatology (EFORT).
Rüdiger Krauspe war Gründungsmitglied und 1. Vorsitzender der AOSpine Deutschland von 2005 bis 2009. Seit 2007 ist er einer der Inauguratoren und Kursleiter des Kompaktkurses Kinderorthopädie der Vereinigung für Kinderorthopädie (VKO) sowie Member of the faculty of the European Paediatric Orthopaedic Society (EPOS)-Course on Paediatric Orthopaedics and Traumatology BAT Courses.
Für 2015 wurde Krauspe zum Präsidenten der Deutschen Gesellschaft für Orthopädie und Orthopädische Chirurgie (DGOOC) sowie zum Vize-Präsidenten der Deutschen Gesellschaft für Orthopädie und Unfallchirurgie (DGOU) gewählt. Im Oktober 2015 wird er einer der drei Kongresspräsidenten des Deutschen Kongresses für Orthopädie und Unfallchirurgie (DKOU) in Berlin sein.

## Ehrungen und Auszeichnungen
- 1994: Verleihung des Austrian-Swiss-German Fellowship
- 1995: Posterpreis der European Orthopaedic Research Society
- 1996: Wissenschaftspreis der Vereinigung für Kinderorthopädie
- 1997: Heine-Preis der DGOT
- 2009: Wissenschaftspreis der Vereinigung für Kinderorthopädie
- 2011: Wissenschaftspreis der Vereinigung für Kinderorthopädie

## Ausgewählte Publikationen
- B. Leube, K. Hardt, S. Portier, B. Westhoff, M. Jäger, R. Krauspe, B. Royer-Pokora: Ulna/Height Ratio as Clinical Parameter Separating EXT1 from EXT2 Families? In: Genetic Testing Volume 12, (1), 2008, S. 129–133. PMID 18373409
- F. – P. Tillmann, M. Jäger, D. Blondin, M. Oels, L. C. Rump, B. Grabensse, G. R. Hetzel: Post-transplant distal limb syndrome: clinical diagnosis and long-term outcome in 37 renal transplant recipients. In: Journal compilation, European Society for Organ Transplantation. 2008, S. 1–7. PMID 18373640
- A. Encke, S. Haas, S. Sauerland, H. Abholz, M. W. Beckmann, C. Bode, F. Bootz, H. C. Diener, S. Eggeling, H. Gerlach, W. Gogarten, V. Hach-Wunderle, A. Heger, R. Krauspe et al.: S3-Leitlinie Prophylaxe der venösen thromboembolie (VTE). In: European Journal of Vascular Medicine, S/76. Mai, 2009.
- C. Zilkens, A. Holstein, B. Bittersohl, M. Jäger, T. Haamberg, F. Miese, Y. J. Kim, T. C. Mamisch, R. Krauspe: Delayed gadolinium-enhanced magnetic resonance imaging of cartilage in the long-term follow-up after Perthes disease. In: J Pediatr Orthop, 2010 Mar, 30(2), S. 147–153. PMID 20179562
- M. Jäger, M. Herten, J. Fischer, U. Fochtmann, P. Hernigou, M. Jacobson, C. Hendrich, E. M. Jelinek, R. Krauspe: Bridging the gap: BMAC reduces the amount of autologous bone grafting in osseous defects. In: J Orthop Res, 2011 Feb, 29(2), S. 173–180.  PMID 20740672
- C. Zilkens, B. Bittersohl, M. Jäger, F. Miese, J. Schultz, J. Kircher B. Westhoff, R. Krauspe: Significance of clinical and radiographic findings in young adults after slipped capital femoral epiphysis. In: Int Orthop 2010. PMID 20694725
- B. Bittersohl, F. R. Miese, H. S. Hosalkar, M. Herten, G. Antoch, R. Krauspe, C. Zilkens:  T2* mapping of hip joint cartilage in various histological grades of degeneration. In: Osteoarthritis Cartilage, 2012 Jul, 20(7), S. 653–660.
- G. Dueckers, N. Guellac, M. Arbogast, G. Dannecker, I. Foeldvari, M. Frosch, G. Ganser, A. Heiligenhaus, G. Horneff, A. Illhardt, I. Kopp, R. Krauspe, B. Markus, H. Michels, M. Schneider, W. Singendonk, H. Sitter, M. Spamer, N. Wagner, T. Niehues: Evidence and consensus based GKJR guidelines for the treatment of juvenile idiopathic arthritis. In: Clin Immunol, 2012 Feb, 142(2), S. 176–193. PMID 22154868
- M. Haversath, J. Hanke, S. Landgraeber, M. Herten, C. Zilkens, R. Krauspe, M. Jäger: The distribution of nociceptive innervation in the painful hip: a histological investigation. In: Bone Joint J, 2013 Jun, 95-B(6), S. 770–776. PMID 23723270
- T. Hesper, H. S. Hosalkar, D. Bittersohl, G. H. Welsch, R. Krauspe, C. Zilkens, B. Bittersohl: T2* mapping for articular cartilage assessment: principles, current applications, and future prospects. In: Skeletal Radiol, 2014 Oct, 43(10), S. 1429–1445.
- B. Bittersohl, H. S. Hosalkar, M. Sondern, F. R. Miese, G. Antoch, R. Krauspe, C. Zilkens: Spectrum of T2* values in knee joint cartilage at 3 T: a cross-sectional analysis in asymptomatic young adult volunteers. In: Skeletal Radiol, 2014 Apr., 43(4), S. 443–452. PMID 24425347